# Jastvo
Jastvo (Sebstvo, Vlastitost, Osobnost) predstavlja cjelovitu suštinu, odnosno jednu idealnu (duhovnu) veličinu koja kao nad-pojam, u smislu potpunosti, obuhvaća i svjesno ja. Pojam se u množini imena i simbola javlja u područjima filozofije i religije. Od prošlog stoljeća, kao dominantnu konstelaciju kolektivno nesvjesnog, pojam hipotetički obuhvaća Carl Gustav Jung unutar empirijski utvrđenih psiholoških činjenica analitičke psihologije.

## Jastvo u filozofiji i religiji
Jastvo u filozofskom ili religijskom simbolizmu uvijek predstavlja onaj ujedinilački faktor koji na ljudsku dušu, (svijest, um) djeluje blagotvorno, iscjeliteljski odnosno spasiteljski.

### U indijskoj filozofiji
U brahmanističkim i hinduističkim konceptima Jastvo nosi množinu imena, ali vjerojatno najpoznatiji naziv je Atman. Atman je kap Brahmana (božjeg bića)  u čovjeku.                                                                                                                                                                       Atman (Jastvo) je stoga božanskog porijekla, ono se spoznaje i dostiže sjedinjenjem dvojstva suprotnosti:
| „                                | Bog, tvorac svih stvari, veliko Jastvo koje uvijek boravi u srcu ljudskom, biva opažen od srca, duše, duha; tko to zna postiže besmrtnost. Kad je svjetlost granula, onda nema ni dana ni noći, ni bića ni nebića. | ” |
| — Svetasvatara-Upanishad,4,17 s. | |   |

| „                                        | Kao zrno pirinča, ili zrno ječma, ili zrno prosa, ili jezgro prosenog zrna, tako je ovaj duh u dubini Jastva zlatan kao plamen bez dima, i on je veći od neba, veći od prostora, veći od ove zemlje, veći od svih bića. On je duša života, on je moja duša; k njemu, odavde, k toj duši doći ću umirući. | ” |
| — Catapahta-Brahmanam 10, 6, 3 (Deussen) | |   |

| „                                                                  | Evo staza ta skrivena. Svaki onaj tko nadvlada sve parove suprotnosti, kao što su bol i radost, tko se riješi oholosti i svlada sve privlačnosti, koji smiri sve požude, svu taštinu i zablude, vječno uvrnut u sebe, nezaslijepljen on će stupit u tu neprolaznu stopu. | ” |
| — Bhagavadgita, 15, 5, Purušottama-yoga, u prepjevu Đure Robotića. | |   |

### U tibetskom budizmu
Tibetski budizam u svojim svetim tekstovima naglašeno iskazuje psihološko shvaćanje pojma Jastva, koji se javlja u liku svesavršenog Buddhe. 
Tako lama u obredom govoru mrtvom čovjeku kaže:
| „                                                                                               | O ti plemenita roda, sada ćeš iskusiti zračenje Jasnog svjetla čiste stvarnosti. Prepoznaj ga. O ti plemeniti, tvoj sadašnji um, koji je po svojoj istinskoj prirodi praznina, neoblikovan ni po značajkama ni po boji, prirodno prazan, je istinska stvarnost – Univerzalno dobro. Tvoj vlastiti um, koji je sada praznina, ali ne praznina u smislu ničega, već um po sebi, neuprljan, ushičen, blažen jest sama svijest, Univerzalno dobri Buddha. Tvoja vlastita svijest, prozirna i neodvojiva od Velikog tijela zračenja, ne prepoznaje ni rođenje ni smrt, ona je nepromjenjivo svijetlo – Buddha Amitabha | ” |
| — Bhardo Thodol prijevod s originala dr. W.Y. Evans-Wentz, na Hrvatski jezik preveo Igor Uranić | |   |

### U kineskoj filozofiji
Ujedinilački simbol, koji leži između suprotnosti, odnosno simbol Jastva, nalazi se u Kini kao pojam srednjeg puta u obliku Taoa, putu neba. Taoistička etika ide u pravcu da onu, iz osnove svijeta, zategnutost suprotnosti razriješi vraćanjem u Tao. Usklađenost ljudskog bića s Taom donosi saznanje Taoa, a to ima kao posljedicu spasenje i uzvišenje kao i u slučaju saznanja Brahmana, Tao je beskrajno stvaralačko trajanje, to je hod vremena kojeg donosi nebesko biće:
| „                             | - 5. Vječnost saznavati, to je mudrost. Tko vječnost ne saznaje, taj radi slijepo i nesretno. Saznanje vječnosti donosi strpljivost. Strpljivost rađa plemenitost. Plemenitost donosi vlast. Vlast donosi nebesko biće. Nebesko biće donosi Tao. Tao donosi trajanje. Ako Ja ne postoji više, onda nema nikakvih opasnosti. - 8. Čije se ponašanje uskladi s Taom, postaje jedno s Taom. | ” |
| — Lao Ce, Tao te King - 5, 8, | |   |

### U kršćanstvu
Krist jasno predočava simbol Jastva u kršćanskoj gnozi (znanju), što je vidljivo u mnogim iskazima Novog zavjeta, naročito u poslanicama svetog Pavla, odnosno u množini gnostičkih spisa. On predstavlja preobraženog čovjeka i cjelovitost nebeske vrste:
| „                                                   | Kao što ti mene posla u svijet tako i ja poslah njih u svijet. I za njih posvećujem samog sebe da i oni budu posvećeni u istini. Ne molim samo za ove nego i za one koji će na njihovu riječ vjerovati u mene: da svi budu jedno kao što ti, Oče, u meni i ja u tebi, neka i oni u nama budu da svijet uzvjeruje da si me ti poslao. I slavu koju si ti dao meni ja dadoh njima: da budu jedno kao što smo mi jedno - ja u njima i ti u meni, da tako budu savršeno jedno da svijet upozna da si me ti poslao i ljubio njih kao što si mene ljubio. Oče, hoću da i oni koje si mi dao budu gdje sam ja, da i oni budu sa mnom: da gledaju moju slavu, slavu koju si mi dao jer si me ljubio prije postanka svijeta. Oče pravedni, svijet te nije upoznao, ja te upoznah; a i ovi upoznaše da si me ti poslao. I njima sam očitovao tvoje ime, i još ću očitovati, da ljubav kojom si ti mene ljubio bude u njima - i ja u njima. | ” |
| — Evanđelje po Ivanu 17, 18-26. Novi zavjet-Biblija | |   |

| „                               | On je živi mit naše kulture. On je kulturni heroj koji, bez obzira na svoju povijesnu egzistenciju, utjelovljuje mit božanskog Prvobitnog Čovjeka. Mističnog Adama. On je taj koji zauzima središte kršćanske mandale, gospodar Tetramorfa, to jest četiri simbola evanđelista, koji imaju značenje četiri stupa njegova prjestolja. On je u nama, i mi smo u njemu. Njegovo carstvo je dragocjeni biser, u zemlji zakopano blago, malo zrno gorušćice koje postaje veliko drvo, i nebeski grad. Kao što je Krist u nama, tako je u nama i njegovo nebesko carstvo. | ” |
| — Aion, 5, 69, Carl Gustav Jung | |   |

## U analitičkoj psihologiji
Kako proizlazi iz njegove povijesti, pojam Jastva je jedan transcendentni postulat koji se psihološki može opravdati, ali koji se naučno ne može dokazati. Stoga je Jung uvodeći pojam u psihologiju za njega tražio bar vrijednost hipoteze, nalik onoj o strukturi atoma. U intelektualnom smislu Jastvo predstavlja jedan psihološki pojam, konstrukciju koja treba izraziti ono nespoznajno suštastvo koje prevazilazi naše mogućnosti shvaćanja. Jastvo je jedna nedefinirano postojeća, iracionalna veličina koja kompenzira, odnosno regulira svijest o vlastitom ja. Ono bi se moglo okarakterizirati kao neka vrsta kompenzacije konflikta između vanjskog i unutarnjeg svijeta, nešto što je rezultat, što je postignuti cilj, a što se oformilo i iskusilo kroz mnoge napore. Individualno ja se Jastvu ne protivi, niti mu je podčinjeno već jednostavno pridodato. U vezi između ja i Jastva ništa nije saznajno, jer se ništa ne može iskazati o sadržajima Jastva. Ja je jedini sadržaj Jastva koji mi poznajemo. S percepcijom Jastva postignut je cilj individuacije. Ja se osjeća kao objekt nepoznatog i nadređenog subjekta, oko koga se u neku ruku okreće kao zemlja oko sunca.
Jung ukazuje na opasnosti u približavanju između ja i Jastva, opasnosti se sastoje s jedne strane od identifikacije ja s Jastvom, a s druge u pomračenju ja svijesti i identitet ove s predsvjesnom cjelovitošću. Oba razvitka onemogućuju s jedne strane ostvarenje Jastva, a s druge oštećuju egzistenciju ja svijesti, stoga znače patološke efekte. Kao drastičan primjer patologije nesvjesnog identiteta s predsvjesnom cjelovitošću Jung navodi zbivanja u Njemačkoj pred drugi svjetski rat, kad se gotovo jedna cijela nacija identificirala s "višim čovjekom", što je dovelo do svjetske katastrofe, koju je ipak malo tko sagledao kao zapravo jednu psihičku katastrofu.